# Jacques Farran
Pour les articles homonymes, voir Farran.
Jacques Farran, né le 19 mars 1928 à Perpignan (Pyrénées-Orientales) et mort le 3 octobre 1999 à Neuilly-sur-Seine (Hauts-de-Seine), est un homme politique français.

## Biographie
Président de la Chambre de commerce et d'industrie de Perpignan (1970-1991), Jacques Farran est un proche de Paul Alduy responsable du Parti républicain dans son département.
Jacques Farran est nommé chevalier de la Légion d'honneur le 17 novembre 1980.
En 1995, il est déchu de ses droits civiques et civils par la cour d'appel de Montpellier, qui le condamne à deux ans de prison avec sursis et 1,2 million de francs d'amende pour avoir détourné plus de 500 000 francs sur les recettes de l'aéroport de Perpignan-Rivesaltes.
En 1999, il est condamné pour « abus de confiance et ingérence » à deux ans de prison (dont quinze mois avec sursis), à une amende d'un million de francs et à une interdiction d'exercer toute fonction publique durant 5 années dans l'affaire du château de Corbère, acheté dans des conditions litigieuses en 1988 par la CCI de Perpignan,.
À la suite de ces condamnations, il est écarté de la vie politique. Il est aussi exclu de l'ordre de la légion d'honneur par un décret du 16 juillet 1996.

## Détail des fonctions et des mandats
Mandats locaux
- 1977 - 1983 : Adjoint au maire de Perpignan
- 1973 - 1979 : Conseiller général du canton de Perpignan-2
- 1979 - 1985 : Conseiller général du canton de Perpignan-2
- 1985 - 1992 : Conseiller général du canton de Perpignan-2

Mandats parlementaires
- 16 mars 1986 - 14 mai 1988 : Député des Pyrénées-Orientales
- 12 juin 1988 - 1er avril 1993 : Député de la 3e circonscription des Pyrénées-Orientales